# 나세르 알 아티야
나세르 살레 나세르 압둘라 알 아티야(아랍어: ناصر صالح ناصر عبدالله العطية Nasser Salih Nasser Abdullah Al-Attiyah[*], 1970년 12월 21일~)는 카타르의 사격 선수, 자동차 경주 선수이다. 사격 선수로서 2012년 하계 올림픽 남자 스키트 종목에서 동메달을 획득했고 랠리 선수로서 다카르 랠리 5회 우승, FIA 크로스컨트리 랠리 월드컵 5회 우승을 차지했다.